# Jagodina
Jagodina (în sârbă Јагодина pronunție în sârbocroată [jâɡodina] ⓘ) este un oraș și centrul administrativ al districtului Pomoravlje din Šumadija, o regiune istoric dens împădurită din centrul Serbiei. Este situat pe malul râului Belica. Conform recensământului din 2002, orașul propriu-zis a avut o populație de 35.589 de locuitori. Conform recensământului din 2011, orașul propriu-zis a avut o populație de 43.311 de locuitori, în timp ce aria sa administrativă a avut 76.712 de locuitori.

## Nume
Orașul a fost menționat pentru prima dată în 1399 ca „Jagodna”, derivat din cuvântul sârb pentru „căpșuni” - Jagoda. Din 1946 până în 1992, orașul a fost redenumit Svetozarevo (în sârbă Светозарево, pronunție în sârbocroată [sʋetozǎːreʋo]) după numele socialistului sârb din secolul al XIX-lea, Svetozar Marković. 

## Istorie

### Preistorie timpurie
Primele comunități umane au apărut în urmă cu 35.000 de ani, în epoca de piatră veche (paleolitic). În partea calcaroasă, de la est până la Jagodina, cu toate că sunt cunoscute sute de peșteri, nu s-au găsit urme de locuire umană până acum, iar oasele fosile neexplorate de cranii umane provin din partea de vest a peșterii Josina de lângă Mănăstirea Josanica. Singurul habitat adevărat a fost descoperit sub dealul Jerinei, în apropiere de Batočine, de-a lungul perimetrului comunei Jagodina, unde s-a găsit un dinte uman, unelte și oase de animale de lungă vreme dispărute. Din epoca pietrei mijlocie (mezolitic), nu a fost găsită nicio așezare din 8.000 până la 6.000 î.Hr.
Din epoca nouă a pietrei (neolitic), aproximativ 100 de așezări au fost descoperite în vecinătatea Jagodinei. Acestea se aflau pe pantele însorite, lângă râuri și la adăpost de bătaia vântului. Oamenii au trăit în peșteri și mai târziu în case. Grâu a fost găsit în mai multe locuri, de asemenea s-au descoperit oase de bovine, porci, ovine și câini domesticiți. Cele mai valoroase rămășițe sunt uneltele, obiectele din pământ cu decorațiuni bogate și figurine din pământ ars sub formă de femeie și, mai rar, de bărbat.
Cercetările geofizice din 2012 în zona Belica au dus la descoperirea unei așezări preistorice, înconjurată de un șanț circular de 75 metri (246 ft) diametru. În interiorul acestui cerc, s-au găsit fundații triunghiulare, trapezoidale și circulare ale unor structuri monumentale, spre deosebire de cele găsite în alte așezări neolitice timpurii. 
Brățări din aur similare cu cele găsite pe muntele Juhor din apropiere, datând din epoca bronzului mijlociu, au fost găsite în Trcevac. În plus, o așezare din epoca bronzului a fost descoperită într-o parte a orașului numită Sarina Međa. În satul Belica, în apropiere de Jagodina, se găsește cel mai vechi sanctuar din Europa.

### Antichitate
În vârful muntelui Juhor se afla un oppidum celtic, iar în satul Novo Laniste o așezare de tribali. Odată cu cucerirea romană din 74 î.Hr., teritoriul Jagodinei de astăzi a căzut sub autoritatea romană. Romanii aveau un castel pe dealul cunoscut sub numele Đurđevo Brdo și o așezare sub el. Ad Octavium a fost un loc pe drumul militar pe care se află astăzi satul Drazmirovac. 

### Istorie medievală
Monede ale împăratului Focas și Constantin IV din 643/4 și fibulae au fost găsite în regiune, precum și ceramică slavă timpurie care datează din secolul al VI-lea. În 1183, Marele Prinț Ștefan Nemanja a eliberat zonele Belica, Levač și Lepenica de sub conducerea Imperiului Bizantin. Jagodina a fost situat în județul Belica. 
Jagodina a fost menționată pentru prima dată în 1399 într-o scrisoare către prințesa Milica (soția prințului Lazăr Hrebeljanović). A doua mențiune scrisă a fost din 1411, când Parlamentul s-a întrunit acolo. După anul 1458, Jagodina a căzut în mâinile Imperiului Otoman. În a doua jumătate a secolului al XV-lea, în registrele fiscale ale Imperiului Otoman, un anumit Miloš Belmužević este menționat drept proprietarul Jagodinei. Ulterior acesta a fugit în Regatul Ungariei.

### Perioada otomană
Pe la mijlocul secolului al XVI-lea, Jagodina a devenit o feudă a unui derviș-bei, Jahjapašić. O moschee mare a fost construită acolo în 1555, iar peste o perioadă, o alta. Jagodina avea două stații de caravane și o baie publică. În Jagodina, prin porunca derviș-beiului, un anumit producător de ceasuri germane a construit un turn cu ceas, ceea ce era o raritate în Imperiul Otoman în acea vreme. În 1553-1557, călătorii s-au referit la Jagodina ca la o așezare frumoasă, cu 4 stații de caravane și două moschei. 
În Jagodina au trăit mai mulți soldați spahii și otomani și mai puțin sârbi creștini. A avut o școală turcească. Cu statutul de palanka (oraș mic), Jagodina a fost menționată în 1620, ca o mică oprire pe drumul către Istanbul. În anul 1660, un călător pe nume Evliya Çelebi a afirmat că orașul a avut 1500 de case și că întreaga populație este formată din creștini care au fost convertiți la islam. La mijlocul secolului al XVII-lea, Jagodina a avut un bazar acoperit (bezistan). După războiul austro-turc (1716-1718), Jagodina a devenit capitala districtului Jagodina. Conform registrului austriac din 1721, Jagodina a avut 162 de familii care locuiau în localitate. După noul război austro-turc (1737-1739), Serbia a ajuns din nou sub stăpânirea otomană.

### Istoria modernă
În timpul Revoluției Sârbe (1804-1815), când sârbii au început răscoala împotriva stăpânirii otomane de secole, Jagodina a fost scena a numeroase bătălii, având în vedere importanța strategică a orașului în Serbia. După înfrângerea otomană și restabilirea Regatului Serbiei, Jagodina a cunoscut o perioadă de relativă dezvoltare industrială și civică. Din 1929 până în 1941, Jagodina a făcut parte din Banovina Morava  din Regatul Iugoslaviei. După al doilea război mondial, Jagodina a fost puternic industrializată și a avut o perioadă de expansiune și creștere planificată în Iugoslavia comunistă. 
Jagodina a primit statutul de oraș în decembrie 2007. 

## Așezări
Comuna Jagodina include următoarele așezări: 
- Jagodina
- Bagrdan
- Belica
- Bresje
- Bukovče
- Bunar
- Vinorača
- Voljavče
- Vranovac
- Vrba
- Glavinci
- Glogovac
- Gornje Štiplje
- Gornji Račnik
- Deonica
- Dobra Voda
- Donje Štiplje
- Donji Račnik
- Dragocvet
- Dragoševac
- Dražmirovac
- Duboka
- Ivkovački Prnjavor
- Jošanički Prnjavor
- Kalenovac
- Kovačevac
- Kolare
- Končarevo
- Kočino Selo
- Lovci
- Lozovik (Jagodina)
- Lukar
- Majur
- Mali Popović
- Medojevac
- Međureč
- Miloševo
- Mišević
- Novo Lanište
- Rajkinac
- Rakitovo
- Ribare
- Ribnik
- Siokovac
- Slatina
- Staro Lanište
- Staro Selo
- Strižilo
- Topola
- Trnava
- Crnče
- Šantarovac
- Šuljkovac

## Date demografice
În 1837, Jagodina a avut 5.220 de locuitori, în timp ce Serbia a avut o populație de 41.374 de locuitori. La recensământul din 1866, erau 4.429 de locuitori. Chiar și în 1876, Jagodina era încă un oraș agricol, cu 91,88% din populație asociată într-un fel sau altul cu agricultura. 
În anii 1930 Jagodina a avut 6.950 de cetățeni, iar în 1961 orașul a avut 19.769 de locuitori. Până în 1971, numărul a crescut la 27.500, iar până în 1991 a ajuns la 36.000, în timp ce zona municipală a avut 77.000 de cetățeni. 
Jagodina a obținut drepturi de oraș în decembrie 2007. În 2011, orașul Jagodina a avut o populație de 71.852 de locuitori, în timp ce zona urbană a avut 43.311 locuitori. 

### Grupuri etnice
Compoziția etnică a comunei: 
| Grup etnic   | Populație |
| ------------ | --------- |
| sârbi        | 68898     |
| rromi        | 764       |
| vlahi        | 136       |
| muntenegreni | 109       |
| macedoneni   | 78        |
| iugoslavi    | 67        |
| croați       | 57        |
| români       | 41        |
| albanezi     | 40        |
| bulgari      | 28        |
| maghiari     | 25        |
| musulmani    | 21        |
| gorani       | 20        |
| sloveni      | 17        |
| slovaci      | 11        |
| ruși         | 11        |
| Alții        | 1529      |
| Total        | 71852     |

## Administrare
Ratko Stevanović, vicepreședinte al partidului  Serbia Unită, este primarul Jagodinei. A fost ales în mai 2012.  
Președintele Consiliului Orașului este Dragan Marković Palma, care a fost primarul Jagodinei din 2004 până în 2012. 

## Cultură

### Festivaluri
- Zilele comediei
- Toamna muzicală (Jagodina)
- Întâlnirea satului
- Etno fest

### Teatru
- Teatrul național Jagodina
- Teatrul de amatori Jagodina
- Teatrul pentru copii Jagodina

### Muzee
- Muzeul din Jagodina
- Muzeul de Artă Naivă și Marginală
- Muzeu de Ceară

### Cinematografe
Jagodina are un cinematograf, care servește și ca teatru, cu aproximativ 400 de locuri. 

## Turism
Când s-au deschis parcul acvatic și grădina zoologică, rata turismului din Jagodina a început să crească exponențial. Au fost create mai multe atracții pentru creșterea turismului. În aprilie 2015, o nouă cascadă artificială a fost deschisă în parcul „Potok”. A fost construită în numai doisprezece zile, având o înălțimea de douăsprezece metri. Este una dintre cele mai lungi cascade din Serbia și a costat aproximativ 7 milioane de dinari finalizarea sa. Jagodina a atras în jur de 500.000 de turiști în anii 2014 și 2015, iar acest număr se așteaptă să crească în viitor. Pe lângă aceste atracții, orașul are un stadion și un centru de sport, care oferă spațiu pentru evenimente sportive. 

### Atracții turistice
Cascadă artificială

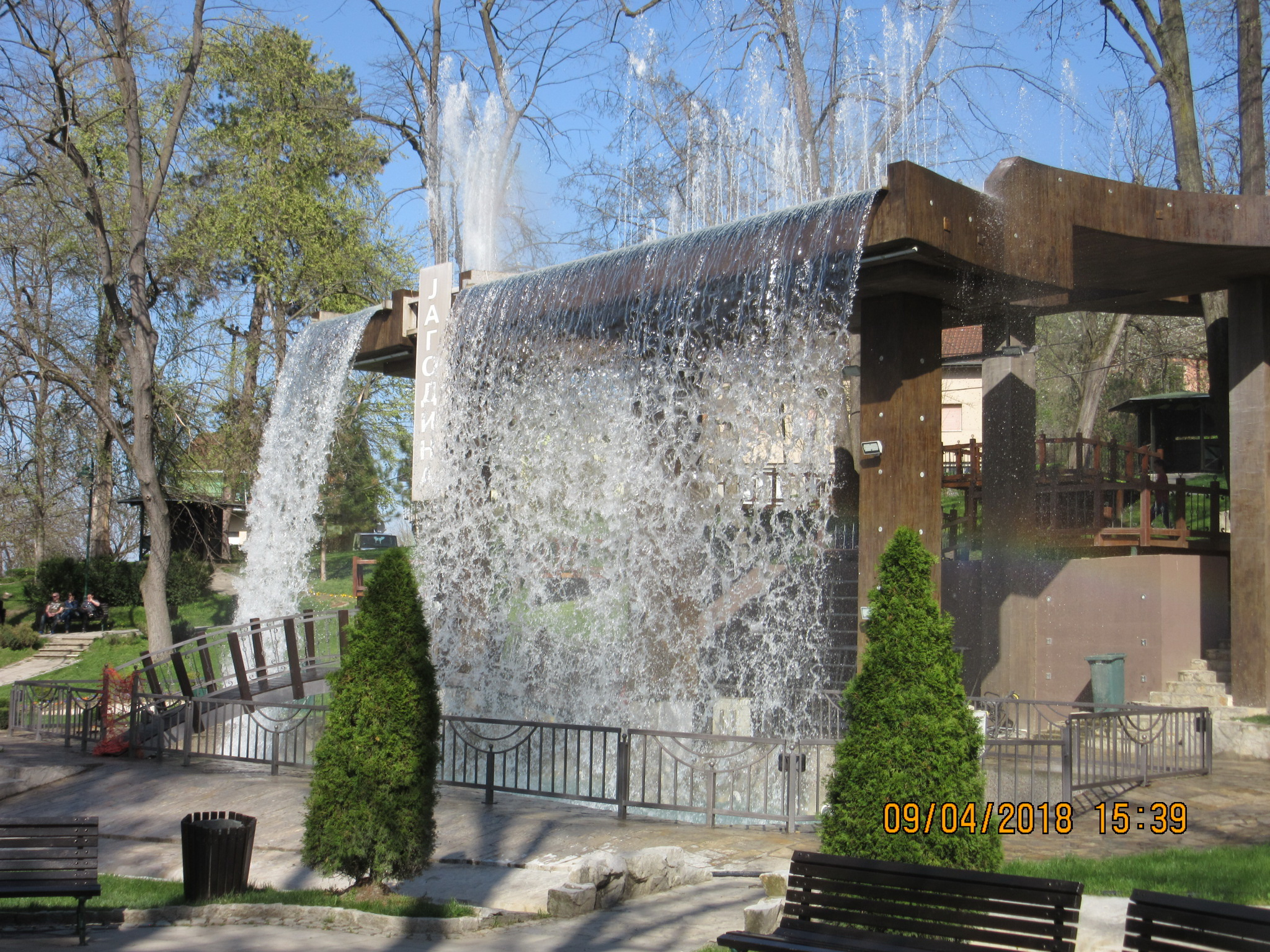

În Jagodina s-a construit cea mai mare cascadă artificială din Balcani în 2014-2015. Are 12 metri înălțime și  8 metri lățime, iar noaptea culorile apei se schimbă artificial în nuanțe diferite. Cascada se află în parcul orașului, unde se organizează spectacole în aer liber vara; ea face parte dintr-un plan mai mare de reconstrucție a orașului. În deceniul 2005-2015, orașul a devenit o destinație turistică foarte căutată. Au fost făcute planuri pentru reconstrucția tuturor parcurilor din oraș și al centrului orașului. 
Parc acvatic

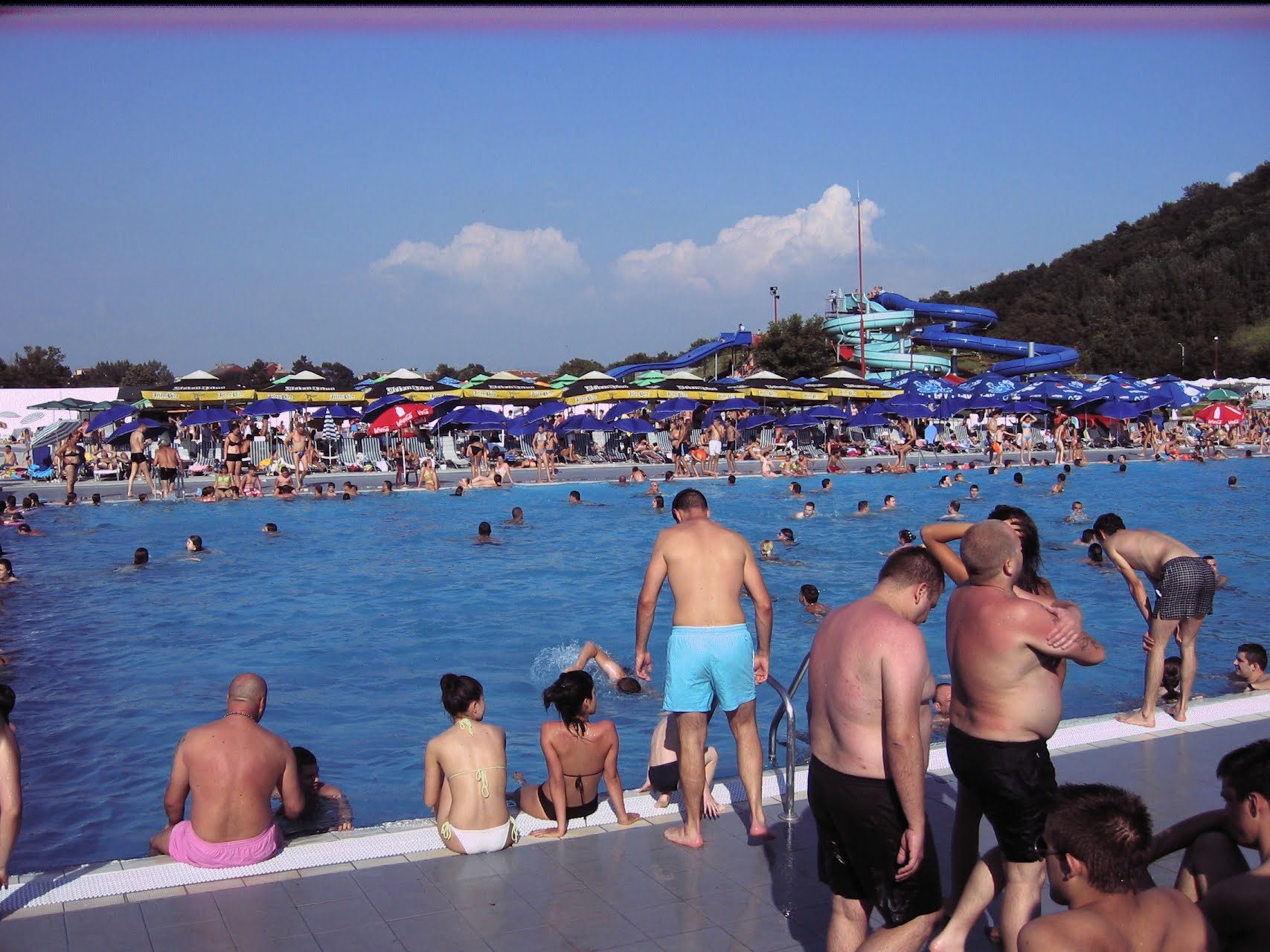
Parcul acvatic din Jagodina

Jagodina a deschis recent un parc acvatic la 24 iulie 2007. Deschiderea sa a atras mulți oameni din Belgrad și din alte orașe mai mari. La deschidere au participat diverși interpreți muzicali.
Parc comercial Vivo
Parcul comercial Vivo, deschis la 19 septembrie 2014, se întinde pe 25.000 de metri pătrați, în timp ce clădirile ocupă ele însele 10.000 de metri pătrați. Acestea conțin aproximativ 33 de magazine care vând produse internaționale și interne. Parcul comercial Vivo atrage oameni nu numai din regiunea locală, dar și din alte câteva orașe, inclusiv din Belgrad. 
Grădină zoologică
Jagodina și-a deschis o grădină zoologică pe 10 iulie 2006, cu un cost de 30 de milioane de dinari sârbești. Orașul a investit 40%, iar donatorii au furnizat 60% din sumă, în timp ce cel mai mare donator a fost Grădina Zoologică din Belgrad. Gradina zoologică este situată în complexul parcului orașului "Đurđevo brdo", un parc natural desemnat, cu o suprafață de 20.074 metri pătrați. Are zone pietonale pentru copii, bătrâni și persoane cu dizabilități și, în general, o infrastructură de înaltă calitate. 
Grădina zoologică Jagodina este a treia ca mărime din Serbia, după cele din Belgrad și Palić. În prezent, adăpostește aproximativ 100 de specii diferite de animale.

## Educație
Prima școală primară din Jagodina a fost deschisă în 1808. Astăzi, există 11 școli primare în Jagodina, dintre care 6 sunt în oraș și cinci în zona rurală, cu 36 de birouri regionale. Există, de asemenea, 4 școli secundare și două universități, una publică (fondată în 1898) și una privată (Universitatea Megatrend, Универзитет Мегатренд). 

## Economie și industrie

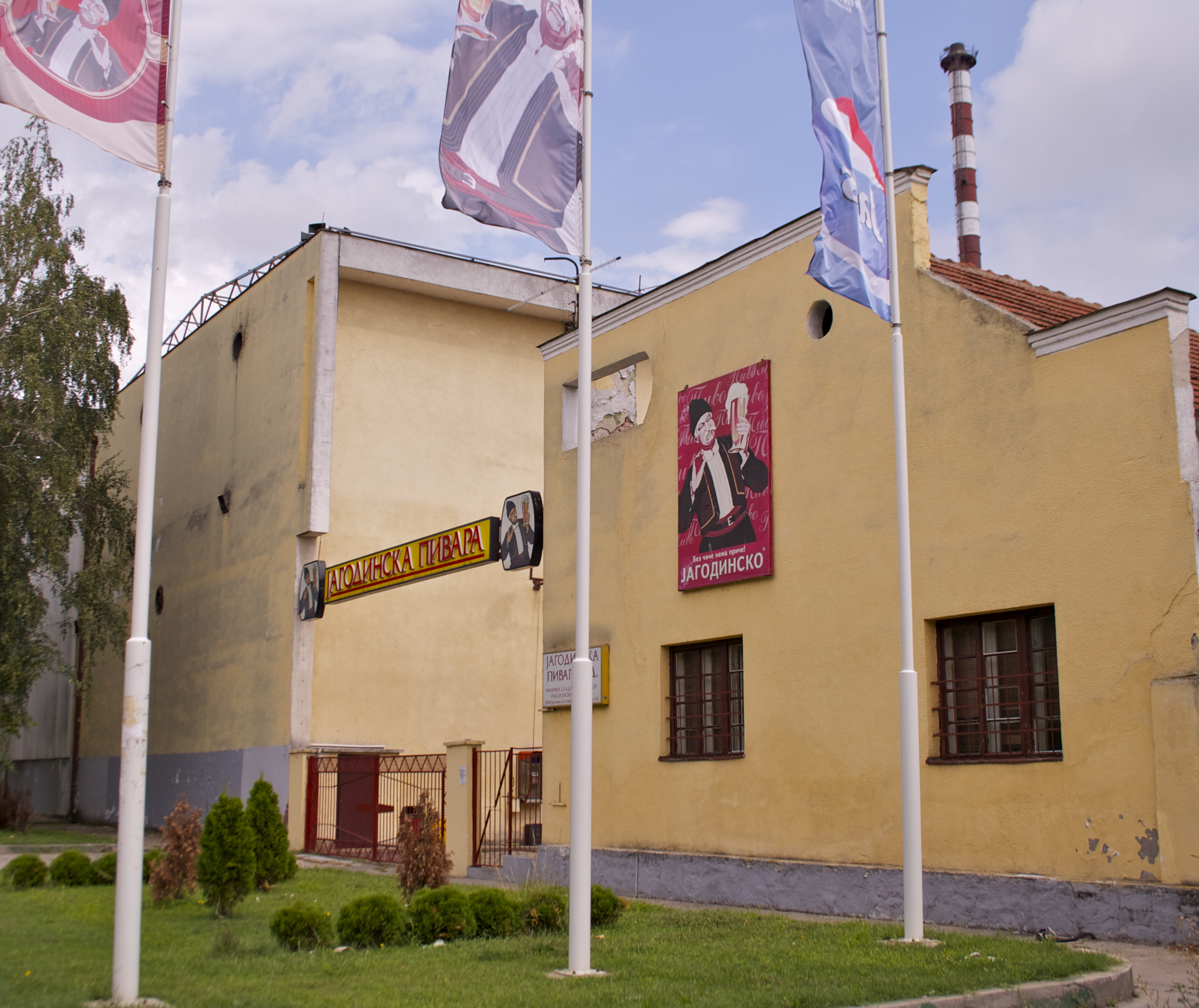
Fabrica de Bere Jagodina fondată în 1852

Jagodina a fost puternic industrializată după al doilea război mondial. Cea mai mare fabrică din Jagodina este fabrica de cabluri electrice. Fabrica de cabluri Jagodina (FKS) a fost fondată în 1947, iar producția obișnuită a început în 1955. Pe lângă cabluri, FKS produce conectori și produse similare pentru cabluri. FKS are aproximativ 8.000 de lucrători și este cea mai mare fabrică sârbă de cabluri: 50% din producția internă este produsă în Jagodina. Aproximativ ⅔ din producția sa este plasată pe piața externă, reprezentând peste 60% din exporturile totale ale industriei de cabluri electrice din Serbia. 
Alte fabrici mai mari: 
- Fabrica de cabluri electrice FKS [11]
- Berăria Jagodina (din 1852)
- Industria cărnii „Juhor” [12]
- FEMAN - Fabrica de accesorii pentru cabluri [13]
- Metalka Majur - Fabrica de accesorii pentru cabluri [14]
- Biro inzenjering - Companie de construcții [15]
- Confezioni Andrea - Fabrica de huse auto

În satul Lozovik există o mină de onix, care în prezent nu este funcțională. 
Previzualizare economică
Următorul tabel oferă o previzualizare a numărului total de persoane înregistrate angajate de persoane juridice după activitatea lor principală (în 2018):
| Activitate                                                                     | Total |
| ------------------------------------------------------------------------------ | ----- |
| Agricultură, silvicultură și pescuit                                           | 162   |
| Minerit si cariere                                                             | 40    |
| de fabricație                                                                  | 4781  |
| Alimentare cu energie electrică, gaz, abur și aer condiționat                  | 209   |
| Rezerva de apa; activități de canalizare, gestionare și remediere a deșeurilor | 441   |
| Constructie                                                                    | 538   |
| Comerț cu ridicata și cu amănuntul, reparații de autovehicule și motociclete   | 3012  |
| Transport și depozitare                                                        | 768   |
| Cazare și servicii alimentare                                                  | 615   |
| Informatie si comunicare                                                       | 235   |
| Activități financiare și de asigurare                                          | 347   |
| Activități imobiliare                                                          | 53    |
| Activități profesionale, științifice și tehnice                                | 538   |
| Activități de servicii administrative și de asistență                          | 430   |
| Administrație publică și apărare; securitate socială obligatorie               | 1237  |
| Educație                                                                       | 1288  |
| Sănătate umană și activități de muncă socială                                  | 1577  |
| Arte, divertisment și recreere                                                 | 430   |
| Alte activități de servicii                                                    | 359   |
| Muncitori agricoli individuali                                                 | 560   |
| Total                                                                          | 17620 |

## Trafic

### Drumuri
Lungimea totală a drumurilor din orașul Jagodina este de 248 kilometri (154 mi). Există 5 drumuri regionale, cu 86 kilometri (53 mi) lungime și 32 locale, cu 162 kilometri (101 mi) lungime  în total. Cu excepția autostrăzii internaționale A1 (E-75; secțiunea Belgrad - Niš), care trece pe lângă oraș la aproximativ 30 kilometri (19 mi), nu există alte autostrăzi importante. În ceea ce privește drumurile de importanță regională, următoarele trec prin oraș: 
- R.108 Ćuprija - Svilajnac
- R.110 Kragujevac - Svilajnac
- R.214 Kruševac - Paraćin - Lapovo (vechiul traseu al "Drumului spre Istanbul")
- R.217 de la Gilja la Varvarin și Kruševac
- R.218 de la drumul regional R.214 spre Rekovac

### Calea ferată
O cale ferată electrică cu două linii paralel trece prin Jagodina, care face legătura între Europa Centrală și Europa de Sud și Asia. Lungimea totală a rețelei feroviare din oraș este de 34 kilometri (21 mi), din care 28 kilometri (17 mi)     sunt electricați. Gările din comuna Jagodina sunt: 
- Miloševo
- Bagrdan
- Novo Lanište
- Bukovče (Jagodina)
- Jagodina (oraș)
- Gilje

### Aeroport
Aeroportul Jagodina este situat în imediata apropiere a orașului Jagodina, la aproximativ 5 kilometri (3 mi) nord-vest de centrul orașului. Primarul Jagodinei, Dragan Markovic Palma, a declarat, la 16 ianuarie 2015, că Jagodina va avea un nou aeroport care va fi finalizat în 3 ani. 

## Date importante
- 1399 - Prima mențiune despre Jagodina
- 1737 - La Jagodina are loc declarația de război împotriva turcilor
- 1808 - S-a deschis prima școală primară în Jagodina
- 1846 - S-a deschis fabrica de sticlă din Jagodina numită „Avramovac”. A fost prima fabrică de sticlă din Serbia.
- 1884 - Prima gară construită în Jagodina.
- 1999 - Jagodina este bombardată de forțele NATO

## Relații internaționale

### Orașe gemene - orașe surori
Jagodina este înfrățită cu: 
- Corinth, Grecia
- Chrysoupoli, Grecia
- Dubica, Bosnia-Herțegovina
- Delčevo, Macedonia
- Marsa Alam, Egipt [17]
- Novi Pazar, Serbia [18]
- Verona, Italia [19]

## Oameni notabili
- Stevča Mihailović, prim-ministrul Serbiei
- Milan Piroćanac, prim-ministrul Serbiei
- Momčilo Ninčić, ministru, diplomat, politician, președinte al Societății Națiunilor
- Petar Gračanin, președintele Președinției RS Serbia
- Živorad Kovačević, diplomat, politician, activist ONG, academician și scriitor, primarul Belgradului
- Dušan A. Popović, politician sârb
- Bata Živojinović, actor sârb[20]
- Goran Maksimović, trăgător sportiv sârb și campion olimpic din 1988
- Ivan Maksimović, chitarist și compozitor
- Mir-Jam, scriitor sârb
- Milan Nikolić, muzician și acordeonist care a reprezentat Serbia împreună cu Marko Kon la Concursul Muzical Eurovision 2009
- Zvonko Milojević, jucător de fotbal
- Stefana Veljković, jucătoare profesionistă de volei, campioană mondială și europeană, medaliată cu argint la Jocurile Olimpice de vară 2016